# 닐슨 (기업)
닐슨(Nielsen Holdings PLC)은 애널리틱 컨설팅을 제공하는 세계적인 통합 정보분석 기업이다. 교과서에 등장하는 시장점유율이라는 개념을 처음 도입하였으며, 닐슨 소비자 신뢰 지수로도 잘 알려져 있다. 본사는 미국이며 100개 이상의 나라에 약 44,000명의 직원이 있다. 2015년 총 수익은 약 62억 달러였다. The 2017 AMA Gold Report가 발표한 업계 순위에서 닐슨은 세계 1위를 차지하였다.